# هاري ألان
هاري ألان (بالإنجليزية: Harrison Allan)‏ هو لاعب اتحاد الرغبي نيوزيلندي، ولد في 7 مايو 1997.